# Ætsning
 Ikke at forveksle med Ætsende stof.
Ætsning bruges inden for grafik til bearbejdning af metalplader til tryk. Afdækkes pladen med syrefast materiale, fremstår et motiv i det udækkede område, når pladen lægges i syrebad. Ved aquatinte-ætsning dækkes hele pladen af bittesmå harpikskorn, som brændes fast på pladen og bruges som grundlag for områder, der skal ætses. Derved kan de ætsede områder aftørres for tryksværte uden at blive helt hvide: aquatintekornene giver en grund, som kan sammenlignes med raster, som vi kender fra avisfoto. På den måde kan motivet tilføres gråtoner på flader. Jo længere tids ætsning, des mørkere bliver området på trykket.
Ved stregætsning afdækkes et større område på pladen med syrebestandig lak, hvorefter den ønskede streg ridses i lakken. Derved afdækkes området i den ridsede streg, og syren kan ætse netop her.
| Lyd og billede | Spire Denne artikel om billed- og lydteknologi er en spire som bør udbygges. Du er velkommen til at hjælpe Wikipedia ved at udvide den. |